# Maren Seidler
Maren Elizabeth Seidler (* 11. Juni 1951 in Brooklyn) ist eine ehemalige US-amerikanische Kugelstoßerin.
1967 wurde sie Vierte bei den Panamerikanischen Spielen in Winnipeg und 1968 Elfte bei den Olympischen Spielen in Mexiko-Stadt.
Bei den Olympischen Spielen 1972 in München schied sie in der Qualifikation aus.
Einem fünften Platz bei den Panamerikanischen Spielen 1975 in Cali folgte ein zwölfter Platz bei den Olympischen Spielen 1976 in Montreal. Beim Leichtathletik-Weltcup 1977 in Düsseldorf wurde sie Dritte.
1979 gewann sie Silber bei den Panamerikanischen Spielen in San Juan und wurde Vierte beim Leichtathletik-Weltcup in Montreal. Der Boykott der USA verhinderte eine Teilnahme an den Olympischen Spielen 1980 in Moskau.
Elfmal wurde sie US-Meisterin (1967, 1968, 1972–1980) und siebenmal US-Hallenmeisterin (1968, 1969, 1972, 1974, 1977, 1978, 1980). Insgesamt stellte sie zehn US-Rekorde auf, zuletzt am 16. Juni 1979 in Walnut mit 19,09 m.